# Bahnstrecke Zutphen–Winterswijk
| Streckenlänge: | 43,6 km              |                                                          |                                                          |
| Spurweite: | 1435 mm (Normalspur) |                                                          |                                                          |
| Streckenklasse: | C2                   |                                                          |                                                          |
| Zweigleisigkeit: | –                    |                                                          |                                                          |
| |                      |                                                          |                                                          |
| \| \| \| von Arnhem \| \| \| \| \| von Amsterdam \| \| \| \| \| Straßenbahn von Emmerich \| \| \| \| \| Straßenbahn von Hengelo (Gelderland) \| \| \| \| \| Straßenbahn von/nach Deventer \| \| \| \| 0,0 \| Zutphen \| Zutphen \| \| \| 1,6 \| Nieuwstad \| Nieuwstad \| \| \| \| von Leeuwarden \| \| \| \| \| von Glanerbeek \| \| \| \| \| Berkel \| \| \| \| 7,0 \| Warken \| Warken \| \| \| \| \| \| \| \| 11,8 \| Vorden (ehem. Anschluss zur Straßenbahn Zutphen–Hengelo) \| Vorden (ehem. Anschluss zur Straßenbahn Zutphen–Hengelo) \| \| \| \| \| \| \| \| 17,5 \| Brandenborch \| Brandenborch \| \| \| \| ehem. von Doetinchem \| \| \| \| 21,3 \| Ruurlo \| Ruurlo \| \| \| \| ehem. nach Hengelo \| \| \| \| 28,8 \| Beltrum-Zieuwent \| Beltrum-Zieuwent \| \| \| 33,9 \| Lichtenvoorde-Groenlo \| Lichtenvoorde-Groenlo \| \| \| \| Straßenbahn Groenlo–Zeddam \| \| \| \| \| Rijksweg 15 \| \| \| \| \| ehem. von Neede \| \| \| \| 42,5 \| Winterswijk West \| Winterswijk West \| \| \| 43,6 \| Winterswijk \| 38,7 m \| \| \| \| nach Zevenaar \| \| \| \| \| nach Bocholt \| \| \| \| \| nach Borken \| \| \| \| \| \| \| \| Quellen: [1][2] \| \| \| \| |                      |                                                          |                                                          |
| Strecke |                      | von Arnhem                                               | von Arnhem                                               |
| Abzweig geradeaus und von links |                      | von Amsterdam                                            | von Amsterdam                                            |
| U-Bahn-Strecke von rechts (außer Betrieb) · Strecke |                      | Straßenbahn von Emmerich                                 | Straßenbahn von Emmerich                                 |
| U-Bahn-Abzweig geradeaus und von rechts (Strecke außer Betrieb) · Strecke |                      | Straßenbahn von Hengelo (Gelderland)                     | Straßenbahn von Hengelo (Gelderland)                     |
| U-Bahn-Abzweig geradeaus, nach links und von links (Strecke außer Betrieb) · Kreuzung mit U-Bahn geradeaus oben (Querstrecke außer Betrieb) |                      | Straßenbahn von/nach Deventer                            | Straßenbahn von/nach Deventer                            |
| U-Bahn-Kopfbahnhof Streckenende (Strecke außer Betrieb) · Bahnhof | 0,0                  | Zutphen                                                  | Zutphen                                                  |
| ehemaliger Haltepunkt / Haltestelle | 1,6                  | Nieuwstad                                                | Nieuwstad                                                |
| Abzweig geradeaus und nach links |                      | von Leeuwarden                                           | von Leeuwarden                                           |
| Abzweig geradeaus und nach links |                      | von Glanerbeek                                           | von Glanerbeek                                           |
| Brücke über Wasserlauf |                      | Berkel                                                   | Berkel                                                   |
| ehemaliger Haltepunkt / Haltestelle | 7,0                  | Warken                                                   | Warken                                                   |
| |                      |                                                          |                                                          |
| U-Bahn-Kopfbahnhof Streckenende und quer (Strecke außer Betrieb) · Bahnhof | 11,8                 | Vorden (ehem. Anschluss zur Straßenbahn Zutphen–Hengelo) | Vorden (ehem. Anschluss zur Straßenbahn Zutphen–Hengelo) |
| |                      |                                                          |                                                          |
| ehemaliger Haltepunkt / Haltestelle | 17,5                 | Brandenborch                                             | Brandenborch                                             |
| Abzweig geradeaus und ehemals von rechts |                      | ehem. von Doetinchem                                     | ehem. von Doetinchem                                     |
| Bahnhof | 21,3                 | Ruurlo                                                   | Ruurlo                                                   |
| Abzweig geradeaus und ehemals nach links |                      | ehem. nach Hengelo                                       | ehem. nach Hengelo                                       |
| ehemaliger Haltepunkt / Haltestelle | 28,8                 | Beltrum-Zieuwent                                         | Beltrum-Zieuwent                                         |
| Bahnhof | 33,9                 | Lichtenvoorde-Groenlo                                    | Lichtenvoorde-Groenlo                                    |
| Kreuzung mit U-Bahn (Querstrecke außer Betrieb) |                      | Straßenbahn Groenlo–Zeddam                               | Straßenbahn Groenlo–Zeddam                               |
| Strecke mit Straßenbrücke |                      | Rijksweg 15                                              | Rijksweg 15                                              |
| Abzweig geradeaus und ehemals von links |                      | ehem. von Neede                                          | ehem. von Neede                                          |
| Bahnhof | 42,5                 | Winterswijk West                                         | Winterswijk West                                         |
| Bahnhof | 43,6                 | Winterswijk                                              | 38,7 m                                                   |
| Abzweig ehemals geradeaus und nach rechts |                      | nach Zevenaar                                            | nach Zevenaar                                            |
| Abzweig geradeaus und nach rechts (Strecke außer Betrieb) |                      | nach Bocholt                                             | nach Bocholt                                             |
| Strecke (außer Betrieb) |                      | nach Borken                                              | nach Borken                                              |
| |                      |                                                          |                                                          |
| Quellen: |                      |                                                          |                                                          |

Die Bahnstrecke Zutphen–Winterswijk ist eine 43,6 Kilometer lange Eisenbahnstrecke in den Niederlanden. Sie wurde am 24. Juni 1878 von der Niederländisch-Westfälischen Eisenbahn-Gesellschaft eröffnet und führt von Zutphen nach Winterswijk in der Provinz Gelderland.

## Geschichte
Ende des 19. Jahrhunderts wuchs die Textilindustrie in der Region Achterhoek und vor allem in Winterswijk, diese forderte zunehmend den Anschluss an das niederländische Eisenbahnnetz.
Anfang 1872 wurde die Niederländisch-Westfälische Eisenbahn-Gesellschaft gegründet und bereits am 27. März desselben Jahres erhielt sie die Konzession zum Bau einer Eisenbahnstrecke von Zutphen nach Winterswijk. Die Planungen sahen eine Trassierung über Vorden und Ruurlo vor, ein Streitpunkt war aber der Bahnhof zwischen Ruurlo und Winterswijk.
Die kürzeste Streckenführung befand sich zwischen den beiden Orten Groenlo (nördlich der Strecke) und Lichtenvoorde (südlich der Strecke), und diese verlangten einen Anschluss an die Eisenbahnstrecke. Aus diesem Grund erwarb der Ort Lichtenvoorde für 50.000 Gulden Anteile an der Niederländisch-Westfälischen Eisenbahn-Gesellschaft und forderte einen Bahnhof auf der Südseite des Ortes. Groenlo hingegen warb um Unterstützung bei der angrenzenden Gemeinden Eibergen, Neede und Borculo für einen Alternativplan, der auch diese Orte mit einem gemeinsamen Bahnhof anschlösse.
Die Niederländisch-Westfälische Eisenbahn-Gesellschaft wählte letztendlich den kürzesten Weg für die Strecke mit einem gemeinsamen Bahnhof zwischen Lichtenvoorde und Groenlo, genannt „Lichtenvoorde-Groenlo“ und gelegen in der kleinen Ortschaft Lievelde. Um doch noch einen besseren Anschluss an die Eisenbahn zu erlangen, bauten beide Orte Straßenbahnen: zunächst 1883 von Groenlo nach Lievelde (1922 stillgelegt), 1902 dann von Lievelde nach Lichtenvoorde, die dann weiter bis Zeddam an der Straßenbahn Zutphen–Emmerich führte (1953 stillgelegt).
Die Orte Eibergen und Neede erhielten 1884 Anschluss an das Schienennetz mit der Bahnstrecke Winterswijk–Neede, die 1937 wieder stillgelegt wurde.

## Bedienung
Die Strecke wird nur im Nahverkehr und auch nur zwischen den beiden Endbahnhöfen Zutphen und Winterswijk bedient. Die Stoptrein 30800 wird von der Arriva Personenvervoer Nederland mit dieselelektrischen Gelenktriebwagen GTW 2/6 bzw. 2/8 von Stadler Rail durchgeführt. Montags bis freitags verkehren zwei Züge pro Stunde, ab 19:30 Uhr sowie samstags und sonntags dagegen nur ein Zug pro Stunde.

## Trivia
Als das damalige Kabinett De Jong plante, unrentable Regionallinien einzustellen, kam es am 24. Januar 1970 zu einer Protestaktion, bei der ein zu dieser Zeit noch von der Niederländischen Staatsbahn betriebener Regionalzug von Winterswijk nach Zutphen von „Indianern“ zu Pferd „überfallen“ wurde.